# Aleksandris Sverčkovs
Aleksandris Sverčkovs (* 22. Januar 1990 in Alūksne) ist ein lettischer Biathlet.
Aleksandris Sverčkovs ist Student, lebt und trainiert in Aluksne. Er wird von Sergejs Sverckovs trainiert und startet für die Sporthochschule von Aluksne. Sein internationales Debüt gab er im Rahmen der Junioren-Weltmeisterschaften 2006 in Presque Isle, bei denen er 25. im Einzel wurde, 47. im Sprint und 46. der Verfolgung. Seine ersten Rennen im Junioren-Europacup bestritt er 2007. In Martell nahm er 2007 ein zweites Mal an einer Junioren-WM teil und erreichte nun die Plätze 21 im Einzel, 50 im Sprint, 41 in der Verfolgung und zehn mit der lettischen Staffel. In Otepää trat er bei den Junioren-Wettkämpfen der Sommerbiathlon-Weltmeisterschaften auf Skirollern an und lief auf den 14. Platz im Sprint und wurde 13. der Verfolgung. 2008 startete er in Ruhpolding zum dritten Mal bei einer Junioren-WM. Im Sprint wurde Sverckovs 18., in der Verfolgung 16. sowie im Einzel und dem Staffelrennen Achter. Wenig später nahm er auch an den Biathlon-Europameisterschaften 2008 der Junioren in Nové Město na Moravě teil, bei denen er 13. im Einzel, 29. im Sprint und Siebter mit der Staffel wurde. Auch bei den Biathlon-Europameisterschaften 2009 von Ufa startete der Lette zunächst bei den Wettbewerben der Junioren. Im Einzel erreichte er den 14. Platz, wurde 31. des Sprints und 26. der Verfolgung. Für die Staffel wurde Sverckovs zu den Männern berufen.
2009 gab Sverckovs sein Debüt im IBU-Cup. Sein erstes Rennen bestritt er bei einem Sprint in Nové Město na Moravě und wurde 43. Beim anschließenden Verfolgungsrennen verbesserte er sich auf den 42. Platz und erreichte damit sein bislang bestes Ergebnis in dieser Rennserie. Bei der EM 2009 in Ufa kam er im Staffelrennen das erste Mal bei einem Großereignis bei den Männern zum Einsatz und wurde an der Seite von Edgars Piksons, Oskars Muižnieks und Rolands Pužulis Elfter.